# Nikolaus Mahr
Nikolaus Mahr (* 15. Mai 1821 in Eltville am Rhein; † 3. Juli 1894 ebenda) war ein deutscher Gutsbesitzer und Mitglied des Provinziallandtages der Provinz Hessen-Nassau.

## Leben
Nikolaus Mahr war ein Sohn des Gastwirts und Großgerbers Johann Jakob Mahr (1789–1845) und dessen Ehefrau Josephine Behringer (1798–1831).
1865 gehörte er zu den Mitbegründern des Vorschussvereins Eltville und war lange Zeit deren Vorsitzender.
Als Gesellschafter war er an der Firma Luville Bravay & Co., die am 5. November 1867 in das Handelsregister eingetragen wurde, beteiligt.
Er war in der Kommunalpolitik aktiv und dreißig Jahre lang Mitglied im Eltviller Stadtrat und im dortigen Feldgericht.
Am 2. Juni 1862 befasste sich der Petitionsausschuss der Zweiten Kammer der Landstände mit seiner Beschwerde gegen die Wahl des Johannes Bott zum Bürgermeister von Eltville.
1889 wurde Mahr in den Kreistag des Rheingaukreises gewählt und erhielt ein Mandat im Nassauischen Kommunallandtag des preußischen Regierungsbezirks Wiesbaden bzw. im Provinziallandtag der Provinz Hessen-Nassau. In diesen Parlamenten, in denen er bis 1892 als Vertreter für Johannes Bott wirkte, hatte er einen Sitz bis 1894, als er seine Mandate niederlegte. Lange Jahre war er Mitglied im Rechnungsprüfungsausschuss und in den Jahren 1889/1890 dessen Vorsitzender.
Franz Herber folgte ihm als Abgeordneter.